# Hennil
Hennil ist der Sage nach der Name eines Götzen, der in Sachsen von den sorbischen Bauern verehrt und gefeiert wurde. Es handelte sich dabei um einen Stab, an dessen Spitze eine Hand mit einem Ring aus Eisen angebracht war.
So ist in den Aufzeichnungen des Nachlasses Jean Pauls (1763–1825) zu lesen: Hennil....war ein Stab worauf oben eine Hand mit einem eisernen Ring: trugen ihn in der Noth im Dorf herum schreiend: vigila, Hennil, vigila.
Auch der Sagensammler Johann Georg Theodor Grässe erwähnt den Hennil als einen Hausgott der Sachsen. Er schreibt: „Die sächsischen Bauern haben in der Heidenzeit einen sonderbaren Hausgötzen gehabt, dem sie dienten und in den sie großes Vertrauen setzten, selbigem auch opferten. Sie hatten einen Stab, an dem sich oben an der Spitze eine Hand befand, welche einen eisernen Ring hielt, und dieser ward von einem Hirten in alle Häuser des Ortes herumgetragen und am Eingange von dem, der ihn trug, also angeredet: ‚Wache auf, Hennil, wache auf!‘ dieß war nämlich sein Name. Hierauf setzten sich die Bauern sämmtlich zu Tische und ließen es sich wohl sein.“
Die zahlreichen Hänschen-Sagen, die in vielen Dörfern im Bezirk Borna im Landkreis Leipziger Land kursieren und in denen stets Nahrung eine Rolle spielt, werden von Max Liebig, dem Herausgeber der 1926 erschienenen Heimatblätter aus der Bornaer Pflege, jenem Götzen zugerechnet. Er vermutet: „… daß Hänschen der verstümmelte Name des alten sorbischen Hausgötzens Hennil ist, von dem eine Chronik folgendes erzählt: Die alten sorbischen Bauern hatten einen Stab, an dessen Spitze sich eine Hand befand, welche einen eisernen Ring hielt. Dieser Stab wurde von dem Hirten des Dorfes, wenn eine Versammlung sein sollte, von Haus zu Haus getragen. Dabei sprach der Träger beim ersten Eintritt ins Haus zum Gruße: „Wache, Hennil, wache!“ So wurde der Stab in der Bauernsprache genannt. Und dann schmausten sie selbst köstlich und meinten durch den Schutz desselben gesichert zu sein.“